# Perfect Castaway
Perfect Castaway (с англ. — «Идеальный изгой») — двенадцатая серия четвёртого сезона мультсериала «Гриффины». Премьерный показ состоялся 18 сентября 2005 года на канале FOX.

## Сюжет
Питер с друзьями, по совету бывалого моряка Шамуса, отправляются на рыбалку к рифу Пеликана. Добравшись до места, они оказываются настигнуты ураганом, который топит их лодку. Друзья выживают, смастерив плот из надувных женщин Куагмайра.
Четверо приятелей высаживаются на необитаемом острове. Несколько месяцев спустя их спасает проходящее мимо круизное судно.
Питер возвращается домой и обнаруживает, что после того, как его признали погибшим, Лоис вышла замуж за Брайана, который теперь работает продавцом в автосалоне «Hummer». Опечаленный Питер снимает себе номер в гостинице в центре Куахога.
Питер не оставляет попыток вернуть себе Лоис: он пробирается в свой бывший дом, где его и застаёт бывшая жена — лежащим голым на кушетке. План срабатывает: Питер и Лоис занимаются сексом, что фиксирует на видеоплёнку Стьюи. Малыш показывает «фильм» Брайану, который отправляется в гостиницу к Питеру, чтобы прояснить ситуацию. Подойдя к двери, он слышит изнутри голос Лоис, которая объясняет Питеру, что у неё есть обязательства перед Брайаном, и она обязана остаться с псом. Брайан передумывает встречаться с Питером и уходит, никого не потревожив.
Когда Лоис возвращается домой, Брайан как бы невзначай говорит ей, что она не та, кто ему нужна, и предлагает расстаться. Лоис понимает, к чему привёл разговор, и обнимает Брайана.

## Создание
- Автор сценария: Джон Вейнер
- Режиссёр: Джеймс Пардам

Приглашённые знаменитости отсутствуют.

## Премьера
Первоначально эпизод планировался к премьерному показу 11 сентября 2005 года, но вышел на экраны неделей позже — его поменяли местами с эпизодом «Peter's Got Woods». Канал FOX решил отложить выход эпизода, содержавшего упоминания урагана, из этических соображений в связи с тем, что в конце августа 2005 года США сильно пострадали от урагана Катрина.